# Samtgemeinde
Eine Samtgemeinde (von „gesamt“, „zusammen“) ist in Niedersachsen ein Gemeindeverband, der bestimmte öffentliche Aufgaben anstelle seiner Mitgliedsgemeinden ausführt. Die Mitgliedsgemeinden bleiben dabei selbständige Körperschaften und führen auch weiterhin einen eigenen Aufgabenkreis selbstverantwortlich durch. Von den 939 Gemeinden in Niedersachsen sind 650 Mitgliedsgemeinden von insgesamt 114 Samtgemeinden (Stand: 1. November 2021).

## Historische Entwicklung
Auf dem Gebiet des heutigen Landes Niedersachsen hat das Zusammenwirken oder der – teilweise – Zusammenschluss örtlicher Gemeinschaften lange Tradition. Die Formen des Zusammenwirkens waren zunächst nicht zentral gesteuert und infolgedessen vielfältig. Insbesondere ist der verbandliche Zusammenschluss zu Gesamtgemeinden auf der Grundlage selbständig bleibender Realgemeinden im Osnabrücker Raum zu nennen, während sich im Oldenburger Raum die Kirchspiele zu Gemeinden entwickelten. Die ersten Rechtsgrundlagen im modernen Wortsinne entwickelten sich im 19. Jahrhundert, hier insbesondere die Revidierte Landgemeindeordnung des Königreichs Hannover vom 28. April 1859, deren Regelungen noch über den Bestand des Königreichs bis in die Zeit des Nationalsozialismus hinein Geltung fanden. Der Begriff Sammtgemeinde (mit Doppel-m) taucht in Paragraf 20 dieses Gesetzes bereits auf. Er wurde daneben bereits in der Gemeinde-Ordnung für den Preußischen Staat vom 11. März 1850 verwandt, die jedoch nur drei Jahre in Kraft blieb.
Die nach dem Ende des Zweiten Weltkriegs unklare Rechtslage führte dazu, dass der niedersächsische Gesetzgeber mit Erlass der Niedersächsischen Gemeindeordnung (NGO) vom 4. März 1955 in § 138 Abs. 1 bestimmte: „Die Samtgemeinden bleiben bestehen“. Die Rechtsnatur sowie die Rechte und Pflichten der Samtgemeinden wurden fortan in der NGO und seit 2011 im Niedersächsischen Kommunalverfassungsgesetz (NKomVG) geregelt.

## Rechtscharakter
Der Gesetzgeber wollte kleineren Gemeinden die Möglichkeit geben, ihre Verwaltungskraft zu stärken. Diese können sich verwaltungsmäßig zusammenschließen und Samtgemeinden gründen (vgl. § 97 Abs. 1 Satz 1 NKomVG).
Eine Samtgemeinde soll bei ihrer Bildung mindestens 7000 Einwohner haben (§ 97 Abs. 1 NKomVG). Sie wird nicht zur Einheitsgemeinde, sondern es handelt sich um eine Verwaltungsgemeinschaft ihrer weiterhin rechtlich selbständigen Mitgliedsgemeinden. Wie ihre Mitgliedsgemeinden sind Samtgemeinden Selbstverwaltungskörperschaften und dienstherrenfähig (vgl. § 1 Nr. 2 NBG), haben also eigene Rechtspersönlichkeit und unterliegen derselben Aufsicht wie ihre Mitgliedsgemeinden (vgl. § 171 Abs. 2 NKomVG). Die Samtgemeinden können bei Bedarf zur Deckung ihrer Ausgaben wie etwa auch der Landkreis von ihren Mitgliedsgemeinden eine Umlage (die sog. Samtgemeindeumlage) auf deren Steueranteile erheben (vgl. § 111 Abs. 3 NKomVG).
Zur Bildung einer Samtgemeinde müssen die Mitgliedsgemeinden eine Hauptsatzung vereinbaren (vgl. § 100 Abs. 1 NKomVG), in der die Mitgliedsgemeinden, der Name der Samtgemeinde, der Verwaltungssitz und die von den Mitgliedsgemeinden (freiwillig) übertragenen Aufgaben bezeichnet werden müssen (vgl. § 99 Abs. 1 NKomVG). Änderungen der Hauptsatzung werden von dem Samtgemeinderat mit der Mehrheit seiner Mitglieder beschlossen (vgl. § 12 NKomVG). Nach der Bildung der Samtgemeinde liegt deren weiteres Schicksal also nicht mehr in der Hand der einzelnen Mitgliedsgemeinden, sondern beim Vertretungsorgan der Samtgemeinde. Die Aufnahme oder das Ausscheiden von Mitgliedsgemeinden kann jedoch von der Zustimmung der Mehrheit der Mitgliedsgemeinden abhängig gemacht werden (vgl. § 99 Abs. 2 NKomVG). Um die Bildung abzuschließen, wird die beschlossene Hauptsatzung von der Kommunalaufsicht öffentlich bekannt gemacht (vgl. § 100 Abs. 2 NKomVG).

## Organe
Samtgemeinden haben drei Organe:
- einen auf fünf Jahre (bis zum 31. Dezember 2013: acht Jahre) direkt gewählten hauptamtlichen Samtgemeindebürgermeister,
- einen auf fünf Jahre gewählten Samtgemeinderat und
- einen Samtgemeindeausschuss.

Der Samtgemeindeausschuss besteht aus dem Samtgemeindebürgermeister, der den Vorsitz innehat (§ 74 NKomVG), und je nach Größe des Rats aus zwei bis zehn Beigeordneten, wobei in Samtgemeinden, deren Samtgemeinderat zwischen 16 und 44 Abgeordnete hat, eine Erhöhung um zwei beschlossen werden kann (§ 74 Abs. 2 NKomVG). Diese werden je nach Sitzen der Fraktionen und Gruppen nach dem Hare/Niemeyer-Verfahren besetzt.

## Aufgaben
Zu den Aufgaben einer Samtgemeinde zählen gem. § 98 Abs. 1 NKomVG u. a. die Aufstellung von Flächennutzungsplänen, die Abwasserbeseitigung sowie das Friedhofs- und Feuerwehrwesen. Sie übernimmt auch die Trägerschaft von Grundschulen, den Bau und die Unterhaltung von Gemeindeverbindungsstraßen, die Einrichtung und Unterhaltung von Büchereien und Sportstätten, soweit diese mehreren Mitgliedsgemeinden dienen, und kann weitere Aufgaben der Mitgliedsgemeinden übertragen bekommen (vgl. § 98 Abs. 2 Satz 2 NGO), beispielsweise den Bereich Tourismus. Für die von ihr übernommenen Bereiche hat die Samtgemeinde das Recht, die entsprechenden Satzungen und Verordnungen zu erlassen (vgl. § 98 Abs. 1 Satz 3 NKomVG). Die Samtgemeinden erfüllen ferner alle Aufgaben des übertragenen Wirkungskreises ihrer Mitgliedsgemeinden (vgl. § 98 Abs. 2), wie das Pass- und Meldewesen.
Die Samtgemeinden sind zudem verpflichtet, ihre Mitgliedsgemeinden bei der Erfüllung ihrer Aufgaben zu unterstützen (vgl. § 98 Abs. 4 NKomVG). Ebenso werden die Haushaltssatzungen der Mitgliedsgemeinden über die Samtgemeinde an die zuständige Kommunalaufsicht weitergeleitet (vgl. § 98 Abs. 6 NGO). Samtgemeinden übernehmen für ihre Mitgliedsgemeinden auch die Führung der Kassengeschäfte und erheben für diese die fälligen Gemeindeabgaben (§ 98 Abs. 5 NKomVG). Sie können außerdem ein eigenes Rechnungsprüfungsamt für ihre Mitgliedsgemeinden einrichten, das dann an die Stelle des Rechnungsprüfungsamts des Landkreises tritt (vgl. § 98 Abs. 5 Satz 2 NKomVG).

## Ausscheiden von Mitgliedsgemeinden
Eine Mitgliedsgemeinde kann auf zwei Arten aus der Samtgemeinde wieder ausscheiden. Zum einen, wenn sie in eine andere Gemeinde außerhalb der Samtgemeinde eingegliedert wird. Anderenfalls muss für ihr Ausscheiden die Hauptsatzung der Samtgemeinde geändert werden (vgl. § 102 Abs. 1 NKomVG). Dies ist nicht Aufgabe der jeweiligen Mitgliedsgemeinde, sondern wie oben beschrieben Sache des Samtgemeinderats. Damit eine Mitgliedsgemeinde nicht gegen ihren Willen ausgeschlossen werden kann, muss sie mit einer Änderung der Hauptsatzung einverstanden sein; Gründe des öffentlichen Wohls dürfen der Änderung nicht entgegenstehen. Die Samtgemeinde und die ausscheidende Mitgliedsgemeinde haben die Rechtsfolgen, die sich aus der Veränderung ergeben, durch eine Vereinbarung zu regeln (vgl. § 102 Abs. 3 NKomVG). Kommt eine solche nicht zustande, trifft die Kommunalaufsichtsbehörde die erforderlichen Bestimmungen (vgl. §§ 102 Abs. 3 Satz 2 i. V. m. § 100 Abs. 1 Satz 8 NKomVG).

## Andere Bundesländer
Die Verbandsgemeinden in Rheinland-Pfalz und Sachsen-Anhalt sowie experimentell in Brandenburg sind ebenfalls Gemeindeverbände aus selbständigen Einzelgemeinden, in welchen die Bürger eine eigene Volksvertretung auf der Ebene des Zusammenschlusses wählen, haben jedoch explizit den Status einer Gebietskörperschaft.
In weiteren Bundesländern gibt es Zusammenschlüsse selbständiger Gemeinden zu einer Bundkörperschaft mit gemeinsamer Verwaltung, jedoch ohne gemeinsame Volksvertretung auf der Ebene des Zusammenschlusses, nämlich die Ämter in Brandenburg, Mecklenburg-Vorpommern und Schleswig-Holstein, die Gemeindeverwaltungsverbände in Baden-Württemberg und Hessen, die Verwaltungsverbände in Sachsen sowie die Verwaltungsgemeinschaften in Bayern und in Thüringen.